# Elkton (Virginia)
Elkton es una localidad del Condado de Rockingham, Virginia, Estados Unidos. Según el censo de 2000 tenía una población de 2.042 habitantes y una densidad de población de 575.5 hab/km².

## Demografía
Según el censo de 2000, había 2.042 personas, 862 hogares y 555 familias residiendo en la localidad. La densidad de población era de 575,5 hab./km². Había 919 viviendas con una densidad media de 259,0 viviendas/km². El 95,49% de los habitantes eran blancos, el 2,74% afroamericanos, el 0,15% amerindios, el 0,24% asiáticos, el 0,05% de otras razas y el 1,32% pertenecía a dos o más razas. El 1,81% de la población eran hispanos o latinos de cualquier raza.
Según el censo, de los 862 hogares en el 28,3% había menores de 18 años, el 47,9% pertenecía a parejas casadas, el 11,0% tenía a una mujer como cabeza de familia y el 35,5% no eran familias. El 28,7% de los hogares estaba compuesto por un único individuo y el 11,3% pertenecía a alguien mayor de 65 años viviendo solo. El tamaño promedio de los hogares era de 2,34 personas y el de las familias de 2,86.
La población estaba distribuida en un 22,9% de habitantes menores de 18 años, un 9,2% entre 18 y 24 años, un 30,6% de 25 a 44, un 22,4% de 45 a 64 y un 14,9% de 65 años o mayores. La media de edad era 37 años. Por cada 100 mujeres había 89,4 hombres. Por cada 100 mujeres de 18 años o más, había 88,1 hombres.
Los ingresos medios por hogar en la localidad eran de 35.556 dólares ($) y los ingresos medios por familia eran 41.500 $. Los hombres tenían unos ingresos medios de 30.032 $ frente a los 21.996 $ para las mujeres. La renta per cápita para la ciudad era de 17.192 $. El 6,8% de la población y el 4,7% de las familias estaban por debajo del umbral de pobreza. El 9,4% de los menores de 18 años y el 7,7% de los habitantes de 65 años o más vivían por debajo del umbral de pobreza.

## Geografía
Según la Oficina del Censo de los Estados Unidos, Elkton tiene un área total de 3,6 km² de los cuales 3,5 km² corresponden a tierra firme y 0,1 km² a agua. El porcentaje total de superficie con agua es 1,43%.